# Gmina Šmartno pri Litiji
Šmartno pri Litiji – gmina w Słowenii. W 2002 roku liczyła 18 470 mieszkańców (2009).

## Miejscowości
Miejscowości wchodzące w skład gminy Šmartno pri Litiji:

- Bogenšperk
- Bukovica pri Litiji
- Cerovica
- Črni Potok
- Dolnji Vrh
- Dragovšek
- Dvor
- Gornji Vrh
- Gozd-Reka
- Gradišče pri Litiji
- Gradišče
- Gradiške Laze
- Jablaniške Laze
- Jablaniški Potok
- Jastrebnik
- Javorje
- Jelša
- Ježce
- Ježni Vrh
- Kamni Vrh pri Primskovem
- Koške Poljane
- Leskovica pri Šmartnem
- Liberga
- Lupinica
- Mala Kostrevnica
- Mala Štanga
- Mihelca
- Mišji Dol
- Mulhe
- Obla Gorica
- Podroje
- Poljane pri Primskovem
- Preska nad Kostrevnico
- Primskovo
- Račica
- Razbore
- Riharjevec
- Selšek
- Sevno
- Spodnja Jablanica
- Stara Gora pri Velikem Gabru
- Ščit
- Šmartno pri Litiji – siedziba gminy
- Štangarske Poljane
- Velika Kostrevnica
- Velika Štanga
- Vinji Vrh
- Vintarjevec
- Višnji Grm
- Volčja Jama
- Vrata
- Zagrič
- Zavrstnik
- Zgornja Jablanica